# Róma a Vatikán felől
A Róma a Vatikán felől. Raffaello, La Fornarina társaságában, képeit készíti a Loggia díszítésére (Rome, from the Vatican. Raffaelle, Accompanied by La Fornarina, Preparing his Pictures for the Decoration of the Loggia) William Turner festménye, amely a londoni Tate gyűjteményének része.
Amikor Turner megkezdte pályafutását, csak más festők szemén keresztül ismerte Európát. A francia forradalmat követő háborúskodás, majd Napóleon inváziói egy rövid időszakot leszámítva lehetetlenné tették számára az utazást a kontinensen. 1802-ben eljutott Franciaországba és Svájcba, egyébként kénytelen volt megelégedni a nyaranta a Brit-szigeteken tett utazásokkal, amelyek során alapanyagot gyűjtött művészetéhez. 1817-től azonban megnyílt előtte Európa: eljutott ismét Franciaországba és Svájcba, valamint Belgiumba, Hollandiába, Németországba, Luxemburgba, Dániába, a cseh területekre és ami különös jelentőséggel bírt számára, Itáliába.
Turner először 1819-ben, 44 éves korában járt Itáliában. Hat hónapot töltött ott, bejárta az országot és 23 vázlatkönyvet töltött meg rajzokkal, feljegyzésekkel, ötletekkel. Hosszabb időt töltött Rómában, Velencében és Nápolyban. Itália történelmét, párás fényeit és ragyogó színeit rendkívül inspirálónak találta. Pályafutása során több alkalommal visszatért Európába, utoljára 1845-ben.
A Róma a Vatikán felől. Raffaello, La Fornarina társaságában, képeit készíti a Loggia díszítésére című képéhez első itáliai utazása szolgáltatta az alapot, a festményt 1820-ban mutatta be a Királyi Művészeti Akadémia tárlatán, Londonban.
A festmény az Apostoli Palota folyosójáról nyíló kilátást mutatja. Közvetlenül lent a Szent Péter tér látható, amely könnyen felismerhető a Giovanni Lorenzo Bernini által tervezett oszlopos árkádsorról. Középtájon az Angyalvár látható, messze hegyek magasodnak. A loggián Raffaello Sanzio áll egyik képére támaszkodva, és merengve néz az épület felé. Mellette nőalak, a címből tudható, ő Margherita Luti, egy sienai péklány. A címben szereplő la fornarina péklányt jelent. Luti nagy valószínűséggel Raffello szeretője volt, a művész készített is egy portrét La Fornarina címmel.
Raffellót és tanítványait három, különböző emeleteken található folyosó díszítésével bízták meg, a művész a munkát 1517 végén kezdte meg az Apostoli Palotában. A művész a második emeleti, a pápai lakrészbe vezető loggiával kezdett, amelynek oszlopait és falait bibliai jelenetekkel borította. Az első emeleti folyosó díszítését tanítványai, a legfelsőét Giovanni da Udine készítette el 1550 után.